# Copa América FIF7
Copa América FIF7 se koná se od roku 2017 a pořádá ho Federation Internationale de Football 7 (FIF7). První ročník se odehrál v roce 2017 v Limě v Peru. Na posledním šampionátu v Argentině v červenci 2024 zvítězili podruhé v historii reprezentanti Mexika.

## Turnaje
| Rok  | Hostitel                 | Finále   | Finále | Finále             | Zápas o     | Zápas o | Zápas o      |
| Rok  | Hostitel                 | Vítěz    | Skóre  | Poražený finalista | Třetí místo | Skóre   | Čtvrté místo |
| ---- | ------------------------ | -------- | ------ | ------------------ | ----------- | ------- | ------------ |
| 2017 | Peru (Lima)              | Mexiko   | 3 – 1  | Brazílie           | Peru        | 5 – 1   | Uruguay      |
| 2018 | Peru (Lima)              | Brazílie | 5 – 3  | Peru               | Mexiko      | 8 – 1   | Guatemala    |
| 2019 | Brazílie (São Paulo)     | Brazílie | 3 – 1  | Peru               | Ekvádor     | 6 – 4   | Chile        |
| 2020 | Brazílie (Porto Alegre)  | Brazílie | 10 – 2 | Mexiko             | Chile       | 7 – 2   | Ekvádor      |
| 2022 | Argentina (Buenos Aires) | Chile    | 2 – 1  | Argentina          | Brazílie    | 10 – 0  | Uruguay      |
| 2024 | Argentina (Buenos Aires) | Mexiko   | 3 – 1  | Brazílie           | Argentina   | 3 – 1   | Peru         |
| 2026 |                          |          |        |                    |             |         |              |

## Medailový stav podle zemí do roku 2024 (včetně)
| Pořadí | Země      | Zlato | Stříbro | Bronz | Celkem |
| 1.     | Brazílie  | 3     | 2       | 1     | 6      |
| 2.     | Mexiko    | 2     | 1       | 1     | 4      |
| 3.     | Chile     | 1     | 0       | 0     | 1      |
| 4.     | Peru      | 0     | 2       | 1     | 3      |
| 5.     | Argentina | 0     | 1       | 1     | 2      |
| 6.     | Ekvádor   | 0     | 0       | 1     | 1      |